# 李兵 (1962年2月)
李兵（1962年2月—），男，湖北浠水人，中华人民共和国政治人物，中国共产党党员。武汉钢铁学院机械系机械工程专业毕业，大学学历。

## 生平
1984年10月加入中国共产党。历任中国共青团黄石市委书记、团湖北省委副书记、团中央青农部副部长、团湖北省委书记，中共咸宁市委副书记、市长等职。2007年4月任湖北省环境保护局局长，2009年5月湖北省机构改革后，出任湖北省环境保护厅厅长。
2018年1月当选湖北省政协副主席。2023年1月，换届不再担任湖北省政协副主席。